# Сиддхидхатри
Сиддхидхатри (санскр. सिद्धिदात्री) — в индуизме — девятая форма Богини Дурги.
Слово Сиддхи означает сверхъестественную силу или медитативную способность, а Дхатри означает дар или награду. Ей поклоняются на девятый день Наваратри (девять ночей Навадурги); она исполняет все божественные устремления. Считается, что одна сторона тела Господа Шивы принадлежит богине Сиддхидатри. Поэтому он также известен под именем Ардханаришвар. Согласно индуистским писаниям, Господь Шива достиг всех сиддх, поклоняясь этой Богине.

## В шактизме
Согласно Шактистским легендам, примерно в то время, когда Вселенная была просто массивной пустотой, полностью наполненной тьмой, нигде не было никаких признаков существования мира. Но затем луч божественного света, который всегда существует, распространился повсюду, озарив каждый уголок пустоты. Это море света было бесформенным. Внезапно она начала принимать определённый размер и, наконец, стала похожа на Богиню, которая была не кем иным, как Махашакти. Верховная Богиня родила Троицу Богов: Брахму, Вишну и Махадева. Она посоветовала им подумать над тем, какова их роль и обязанности в мире. Следуя словам богини Махашакти, три бога сели на берегу океана и много лет совершали аскезу. Довольная Богиня предстала перед ними в образе Сиддхидхатри. Она создала им жён в образах Сарасвати, Лакшми и богини Ади Парашакти, позже родившихся как Сати и переродившихся как Парвати. Богиня Сиддхидхатри доверила Брахме взять на себя роль создателя мира, Вишну — роль сохранения творения и его созданий, а Махадеву — роль того, кто разрушает, когда приходит время. Она говорит им, что их силы представлены их жёнами, которые помогут им выполнить положенные задачи. Богиня заверила их, что она также даст им божественные чудесные силы, которые также помогут им выполнять свои обязанности. Сказав это, она даровала трём богам восемь сверхъестественных сил, названных Анима, Махима, Гарима, Лагхима, Прапти, Пракамбья, Ишитва и Вашитва. Анима означает уменьшение тела до размеров крошки, Махима означает расширение тела до бесконечно больших размеров, Гарима означает стать бесконечно тяжелым, Лагхима означает стать невесомым, Прапти означает иметь вездесущность, Пракамбья означает достижение всего, чего пожелаешь, Ишитва означает обладание абсолютным господством, а Вашитва означает способность подчинять себе кого угодно. Помимо восьми высших сиддх, которые богиня Сиддхидатри дала трём богам, считается, что она наделила их девятью сокровищами и десятью другими видами сверхъестественных сил или возможностей. Три бога создали других богов, демонов, чудовищ, небесных существ, людоедов, деревья, девушек, змей, коров, буйволов, хищников, добычу, водных животных, Аруну и Гаруду и многое другое. Сотворение всего мира было теперь полностью завершено, вселенная была наполнена бесчисленными звездами, галактиками и созвездиями. На Земле была создана твердая суша, окруженная такими огромными океанами, озёрами, ручьями, реками и другими водоемами. Возникли все виды флоры и фауны, получившие свое место обитания. Всего было сотворено 14 миров, что дало вышеупомянутым существам найти места жительства, в которых они могли бы жить, и которые все они называли домом. 
В этой форме Дурга восседает на лотосе и у неё четыре руки. Она держит лотос, булаву, чакру и шанкху. В этой форме Дурга устраняет невежество и дает осознание Брахмана. Она окружена сиддхами, гандхарвами, якшами, дэвами (богами) и асурами (демонами), которые поклоняются ей. Сиддхи, которые она дает, — это осознание того, что существует только она, как Брахман. Она владычица всех достижений и совершенств. 

## Символизм и атрибуты
Сиддхидхатри отождествляется с богиней Парвати. У неё четыре руки, которые держат диск, раковину, булаву и лотос. Она сидит на полностью распустившемся лотосе или льве. Она обладает восемью сверхъестественными способностями, или сиддхами, Господь Шива был благословлен Сиддхидатри тем, что ему дали все восемь сил. 